# آستراخانکا، قزاقستان
آستراخانکا، قزاقستان (به لاتین: Astrakhanka, Kazakhstan}} یک زیستگاه انسانی در قزاقستان است که در شهرستان آستراخان واقع شده‌است.

## خصوصیات
آستراخانکا  ۶٬۳۱۳ نفر جمعیت دارد.